# Olga Blinder
Olga Blinder (ur. 1921 w Asunción, zm. 19 lipca 2008) – paragwajska malarka, grafik i rzeźbiarka, założycielka New Art Group, najwybitniejsza artystka lat siedemdziesiątych w Paragwaju.

## Życiorys
Urodziła się w żydowskiej rodzinie w Asunción. W latach 1939–1943 studiowała inżynierię i pedagogikę na Wydziale Filozofii Uniwersytetu Narodowego (Universidad Nacional). Jako specjalizację obrała sobie sztukę; jej nauczycielem był brazylijski artysta Livio Abramo. Przez trzydzieści lat, jako profesor, wykładała sztukę. W 2006 roku otrzymała tytuł doktora honoris causa Narodowego Uniwersytetu w Asuncion.

## Kariera artystyczna
Karierę artystyczną rozpoczęła w 1951 roku od wystawy w El Ateneo Paragwaju. W 1952 roku jej prace zostały wystawione w Paragwajsko-Amerykańskim Centrum Kulturalnym (Centro Cultural Paraguayo-Americano). Tam nawiązała kontakt z Lili del Mónico, Josefina Pla i José Latorza Parodi, autorami Paragwajskiego Manifestu Sztuki Nowoczesnej; z nimi w 1954 roku założyła New Art Group, ruch artystyczny mający na celu wprowadzenie zmian na scenie Paragwajskiej sztuki i odrzucenie idei akademizmu.
W 1959 roku, wraz z Augusto Rodríguezem założyła Escolinha de Arte de Asunción, którego była prezesem do 1976 roku. Założyła i kierowała kilka instytutów kulturalnych: Taller de expresión infantil (TEI), Instituto para el desarrollo armónico de la personalidad (IDAP) oraz Instituto Superior de Arte (ISA), Instytut Sztuki obecnie wchodzący w skład Wydziału Architektury Uniwersytetu Narodowego w Asunción. W 1972 roku stworzyła wraz z Carlosem Colombino pierwszą w Paragwaju kolekcję sztuki współczesnej, która jest obecnie częścią Museo del Barro.
Brała udział w wielu międzynarodowych wystawach w Wenezueli, Argentynie, Holandii, Tokio, Madrycie, Barcelonie, Lizbonie, Chile, Argentynie, Kolumbii, w Waszyngtonie, USA, Urugwaju.

## Życie prywatne
W 1943 roku wyszła za mąż za doktora Isaaca Schvartzmana, z którym miała troje dzieci: Silvie Susana (1944), Carlosa Eduardo (1946/55) i Jorge Bernardo (1948).

## Publikacje
Pisała książki i artykuły na temat edukacji i sztuki.
- Arte actual en el Paraguay (1900-1995),
- La educación paraguaya 1945-1991,
- Historia de la educación en América Latina; Inteligencia, juego y TV, con otros autores (1982);
- El juego, los juguetes y el niño
- Trabajos sobre museos y educación artística (1994);
- En la frontera de un arte nuevo guaraní (1987-1988).